# Graham Steed
Graham Percy Steed (* 1. März 1913 in Newcastle upon Tyne; † 6. März 1999) war ein britisch-kanadischer Organist und Chorleiter.
Steed war ein Sohn von Percy Roland und Beatrice Evelyn Steed, geborene Hutchinson. Er stammte aus einer Familie mit Musikern auf beiden Seiten, so war der Organist und Komponist Albert Orlando Steed sein Großvater. Graham Steed studierte bei seinem Onkel J. E. Hutchinson sowie am Royal College of Organists in London. Er begann seine Laufbahn als Organist mit sechzehn an der St. James Church. Als junger Mann begann er verschiedene Chöre zu leiten und auch Konzerte für das BBC aufzunehmen. 1948 emigrierte er nach Kanada und wurde Organist und Chorleiter in Saskatoon und an der Christ Church Cathedral in Victoria in British Columbia. 1959 wechselte er nach Ontario, wo er den Graham Steed Chorale gründete. Als Organist konzertierte er in Frankreich, Deutschland, Belgien, Neuseeland und Australien.

## Tondokumente
- Organ Symphonies of Marcel Dupre. Orgel der Westminster Cathedral. LP, RCA Victrola, 1971.
- Memorial to Marcel Dupré. Orgel der St. Edmundsbury Cathedral. LP, RCA Victrola, 1972.
- The works od Marcel Dupré III. LP, RCA Victrola 1974.
- Three Cathedral Organs. Vista, 1977.
- César Franck: Organ Music. 3 LP, L’Oiseau-Lyre, 1980.[6]

## Schriften
- The Organ Works of Marcel Dupré. Pendragon Press, 1999.